# Волчихинський Майдан
Волчихинський Майдан (рос. Волчихинский Майдан) — село в Арзамаському районі Нижньогородської області Російської Федерації.
Населення становить 42 особи. Входить до складу муніципального утворення Ломовська сільрада.

## Історія
Від 2009 року входить до складу муніципального утворення Ломовська сільрада.

## Населення
| 1999 | 2002 | 2010 |
| ---- | ---- | ---- |
| 143  | ↘62  | ↘42  |